# Varnavas Hristofi
Varnavas Hristofi, conosciuto in America come Chris Varnavas (in greco: Βαρνάβας Χριστοφή; 23 aprile 1943), è un ex calciatore cipriota di ruolo portiere.

## Carriera

### Club
Hristofi inizia la carriera in patria nel Nea Salamis, con cui ottiene il terzo posto nella A' Katīgoria 1965-1966 oltre che raggiungere la finale della Kypello Kyprou 1965-1966 persa contro l'Apollōn Limassol.
Nel 1968 si trasferisce in America per giocare con i canadesi del Vancouver Royals, impegnato nella prima edizione della North American Soccer League. Con i Royals ottenne il quarto ed ultimo posto della Pacific Division.
Terminata l'esperienza americana ritorna in patria per giocare nell'Olympiakos Nicosia, impegnato però nel campionato greco. Con il suo club retrocede al termine dell'Alpha Ethniki 1969-1970, tornando così a giocare in quello cipriota. Con il suo club gioca inoltre nella Coppa dei Campioni 1969-1970, venendo eliminato ai sedicesimi dal Real Madrid.
Hristofi vince con il suo club la A' Katīgoria 1970-1971, ottenendo così la possibilità di tornare a giocare nel campionato greco. 
Anche l'Alpha Ethniki 1971-1972 si conclude con la retrocessione ed il ritorno nel campionato cipriota, mentre la Coppa dei Campioni 1971-1972 si conclude ai sedicesimi, eliminati dal Feyenoord.
Nel campionato cipriota 1972-1973 ottiene con il suo club il secondo posto finale, ottenendo l'accesso alla Coppa UEFA 1973-1974, da cui saranno eliminati ai trentaduesimi dai futuri semifinalisti dello Stoccarda.

### Nazionale
Hristofi ha difeso tra il 1966 ed il 1973 la porta della nazionale cipriota in dieci occasioni.

## Statistiche

### Cronologia presenze e reti in nazionale
| Cronologia completa delle presenze e delle reti in nazionale ― Cipro | Cronologia completa delle presenze e delle reti in nazionale ― Cipro | Cronologia completa delle presenze e delle reti in nazionale ― Cipro | Cronologia completa delle presenze e delle reti in nazionale ― Cipro | Cronologia completa delle presenze e delle reti in nazionale ― Cipro | Cronologia completa delle presenze e delle reti in nazionale ― Cipro | Cronologia completa delle presenze e delle reti in nazionale ― Cipro | Cronologia completa delle presenze e delle reti in nazionale ― Cipro |
| Data                                                                 | Città                                                                | In casa                                                              | Risultato                                                            | Ospiti                                                               | Competizione                                                         | Reti                                                                 | Note                                                                 |
| -------------------------------------------------------------------- | -------------------------------------------------------------------- | -------------------------------------------------------------------- | -------------------------------------------------------------------- | -------------------------------------------------------------------- | -------------------------------------------------------------------- | -------------------------------------------------------------------- | -------------------------------------------------------------------- |
| 3-12-1966                                                            | Nicosia                                                              | Cipro                                                                | 1 – 5                                                                | Romania                                                              | Qual. Euro 1968                                                      | -3                                                                   | 55’                                                                  |
| 22-3-1967                                                            | Nicosia                                                              | Cipro                                                                | 0 – 2                                                                | Italia                                                               | Qual. Euro 1968                                                      | -2                                                                   |                                                                      |
| 23-4-1967                                                            | Bucarest                                                             | Romania                                                              | 7 – 0                                                                | Cipro                                                                | Qual. Euro 1968                                                      | -7                                                                   |                                                                      |
| 1-11-1967                                                            | Cosenza                                                              | Italia                                                               | 5 – 0                                                                | Cipro                                                                | Qual. Euro 1968                                                      | -5                                                                   |                                                                      |
| 8-11-1967                                                            | Lugano                                                               | Svizzera                                                             | 5 – 0                                                                | Cipro                                                                | Qual. Euro 1968                                                      | -5                                                                   |                                                                      |
| 7-6-1971                                                             | Mosca                                                                | Unione Sovietica                                                     | 6 – 1                                                                | Cipro                                                                | Qual. Euro 1972                                                      | -6                                                                   |                                                                      |
| 8-7-1971                                                             | Ndola                                                                | Zambia                                                               | 3 – 0                                                                | Cipro                                                                | Amichevole                                                           | -3                                                                   |                                                                      |
| 29-3-1972                                                            | Lisbona                                                              | Portogallo                                                           | 4 – 0                                                                | Cipro                                                                | Qual. Mondiali 1974                                                  | -4                                                                   |                                                                      |
| 10-5-1972                                                            | Nicosia                                                              | Cipro                                                                | 0 – 1                                                                | Portogallo                                                           | Qual. Mondiali 1974                                                  | -1                                                                   |                                                                      |
| 8-5-1973                                                             | Londra                                                               | Irlanda del Nord                                                     | 3 – 0                                                                | Cipro                                                                | Qual. Mondiali 1974                                                  | -3                                                                   |                                                                      |
| Totale                                                               |                                                                      | Presenze                                                             | 10                                                                   |                                                                      | Reti                                                                 | -39                                                                  |                                                                      |

## Palmarès
- Campionato cipriota: 1

Olympiakos Nicosia: 1970-1971